# Yamhill megye
Yamhill megye az Amerikai Egyesült Államokban, azon belül Oregon államban található. Megyeszékhelye és legnagyobb városa McMinnville. Lakosainak száma 107 722 fő (2020. április 1.).

## Szomszédos megyék
- Washington megye (észak)
- Clackamas megye (kelet)
- Marion megye (délkelet)
- Polk megye (dél)
- Tillamook megye (nyugat)

## Népesség
A megye népességének változása:
| Lakosok száma | 99 304 | 99 692 | 100 644 | 100 725 | 102 659 | 107 722 |
|               | 2010   | 2011   | 2012    | 2013    | 2015    | 2020    |